# 163rd Attack Wing

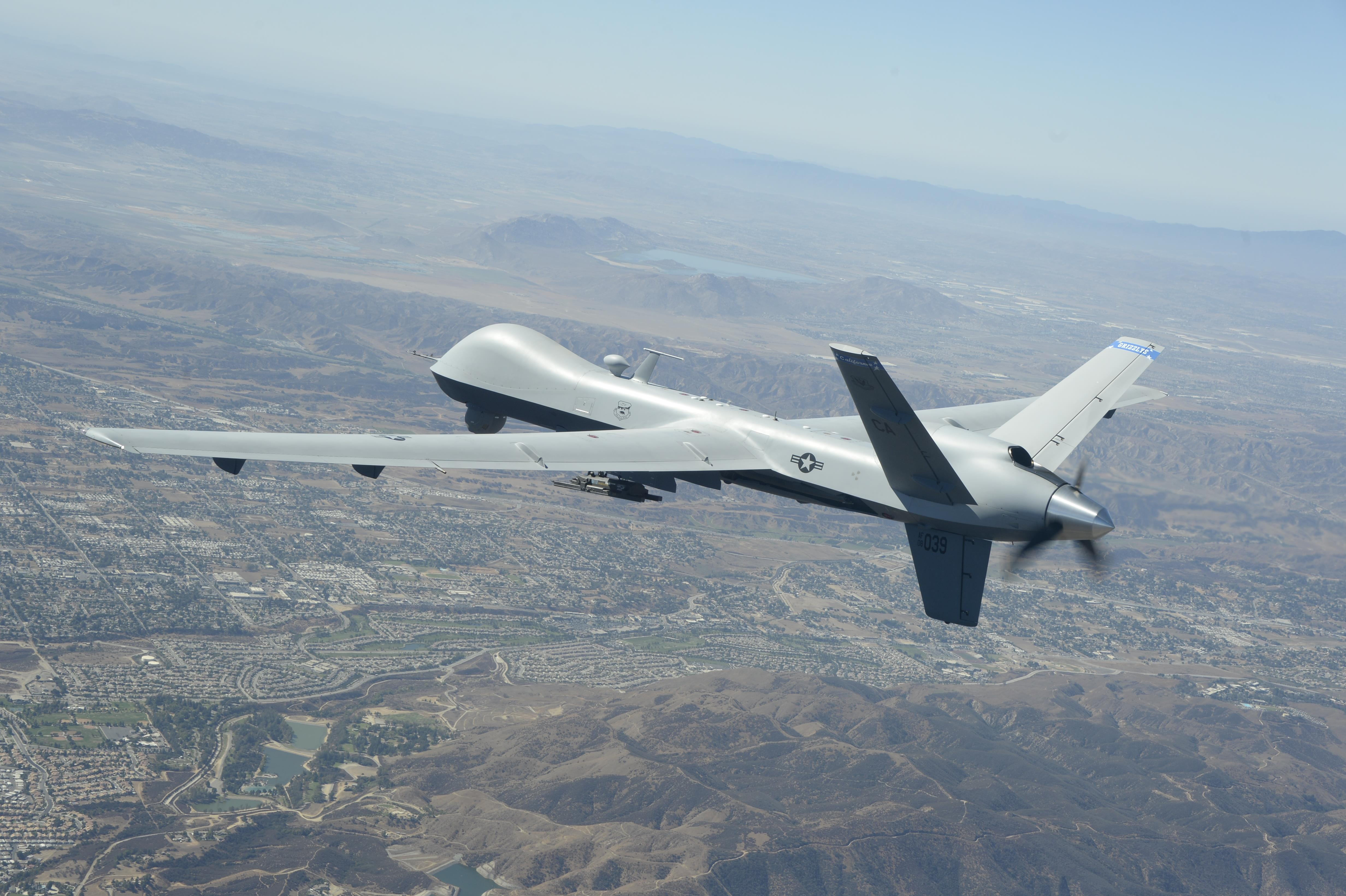
MQ-9 Reaper dello Stormo

Il 163rd Attack Wing è uno stormo d'attacco della California Air National Guard. Riporta direttamente all'Air Combat Command quando attivato per il servizio federale. Il suo quartier generale è situato presso la March Joint Air Reserve Base, California.

## Organizzazione
Attualmente, al settembre 2017, esso controlla:
- 163rd Operations Group, codice visivo di coda CA, striscia di coda azzurra con scritta California in bianco
  - 163rd Operations Support Squadron
  -  196th Attack Squadron - Equipaggiato con MQ-9 Reaper
  - 210th Weather Flight
- 163rd Maintenance Group
- 163rd Mission Support Group
  - 163rd Security Forces Squadron
  - 163rd Civil Engineering Squadron
  - 163rd Logistics Readiness Squadron
  - 163rd Communications Flight
  - 163rd Mission Support Flight
  - 163rd Services Flight
  - 163rd Base Contracting Office
- 163rd Medical Group